# Dallas Seymour
Dallas Seymour (ur. 19 sierpnia 1967 w Tokoroa) – nowozelandzki rugbysta, reprezentant kraju w rugby union i rugby 7, trzykrotny triumfator IRB Sevens World Series, złoty medalista igrzysk Wspólnoty Narodów z Kuala Lumpur, zwycięzca Super 12 z Crusaders w 2000 roku, następnie trener.

## Zawodnik
Był związany z University of Canterbury Rugby Club, w rozgrywkach National Provincial Championship podczas kariery reprezentował cztery regiony, w których zaliczył łącznie 108 występów. Od 1988 do 1993 roku występował w barwach Canterbury, następnie dwiema trzyletnimi umowami związany był kolejno z Hawke’s Bay i Wellington. W roku 2000 powrócił do Canterbury, a zespół ten zdobył wówczas Ranfurly Shield i przegrał finał NPC z Wellington. Kolejny sezon spędził natomiast na wypożyczeniu w Bay of Plenty. Na poziomie Super 12 występował w Hurricanes w sezonach 1996–1997, w latach 2000–2001 związany był natomiast z Crusaders, w pierwszym z nich triumfując w rozgrywkach po finałowym zwycięstwie nad Brumbies.
Występował w nowozelandzkich zespołach Schoolboys, Universities i Colts, grał dla New Zealand Māori, a także w innych zespołach reprezentacyjnych, jak Divisional XV czy North Island XV. Dla All Blacks zagrał w trzech spotkaniach podczas tournée w 1992 roku, nie wystąpił jednak w żadnym testmeczu.
Przez piętnaście sezonów był podporą nowozelandzkiej reprezentacji rugby siedmioosobowego, z którą wystąpił na trzydziestu pięciu turniejach w latach 1988–2002, również w roli kapitana. Uczestniczył z nią w Pucharach Świata w 1993 i 1997, z ubiegania się o miejsce na kolejny zrezygnował z powodów osobistych. Brał też udział w trzech zakończonych końcowym triumfem kampaniach Nowozelandczyków w IRB Sevens World Series w sezonach 1999/2000, 2000/2001 i 2001/2002. Zdobył również złoto w turnieju rugby 7 na Igrzyskach Wspólnoty Narodów 1998. Cztery lata później był w szerokim składzie przygotowującym się kolejnej edycji, do Manchesteru jednak nie poleciał.
W listopadzie 2002 roku ogłosił zakończenie kariery.

## Trener
Trenował juniorskie zespoły w Canterbury oraz University of Canterbury Rugby Club, a także żenską drużynę regionalną Canterbury.
Na przełomie lat 2012 i 2013 był szkoleniowcem-koordynatorem pracującym na rzecz Confederação Brasileira de Rugby, prowadził wówczas brazylijską reprezentację w rugby 7 m.in. w CONSUR Sevens 2013. W podobnej roli pracował w Hongkongu w latach 2004–2005 przygotowując męską kadrę do Pucharu Świata 2005.

## Varia
- Uczęszczał do St Stephen’s School, wraz z pierwszą drużyną tej szkoły zwyciężając w mistrzostwach kraju[13].
- Żonaty z Julie Seymour, reprezentantką kraju w netballu, medalistką igrzysk Wspólnoty Narodów i mistrzostw świata. Mają czwórkę dzieci o imionach Harrison, Hannah, Josie i Thomas[41][15].
- Był wieloletnim członkiem komisji sportowców przy Nowozelandzkim Komitecie Olimpijskim[42][15].